# Ricardo Ryller
Ricardo Ryller Ribeiro Lino Silva (27 febbraio 1994) è un calciatore brasiliano, centrocampista del Vitória.

## Caratteristiche tecniche
È un centrocampista centrale.

## Statistiche

### Presenze e reti nei club
Statistiche aggiornate al 6 gennaio 2017.
| Stagione          | Squadra           | Campionato        | Campionato | Campionato | Coppe nazionali | Coppe nazionali | Coppe nazionali | Coppe continentali | Coppe continentali | Coppe continentali | Altre coppe | Altre coppe | Altre coppe | Totale | Totale | Totale |
| Stagione          | Squadra           | Comp              | Pres       | Reti       | Comp            | Pres            | Reti            | Comp               | Pres               | Reti               | Comp        | Pres        | Reti        | Pres   | Reti   |        |
| ----------------- | ----------------- | ----------------- | ---------- | ---------- | --------------- | --------------- | --------------- | ------------------ | ------------------ | ------------------ | ----------- | ----------- | ----------- | ------ | ------ | ------ |
| 2014              | Luverdense        | PD/MT+B           | 0+3        | 0          | CB              | 0               | 0               |                    | -                  | -                  |             | -           | -           | 3      | 0      |        |
| 2015              | Luverdense        | PD/MT+B           | 0+26       | 1          | CB              | 4               | 0               |                    | -                  | -                  | CV          | 3           | 0           | 33     | 1      |        |
| 2016              | Luverdense        | PD/MT+B           | 0+36       | 1          | CB              | 0               | 0               |                    | -                  | -                  |             | -           | -           | 36     | 1      |        |
| 2017              | Luverdense        | PD/MT+B           | 0+25       | 3          | CB              | 4               | 2               |                    | -                  | -                  | CV          | 8           | 3           | 37     | 8      |        |
| Totale Luverdense | Totale Luverdense | Totale Luverdense | 90         | 5          |                 | 8               | 2               |                    | -                  | -                  |             | 11          | 3           | 109    | 10     |        |
| 2017-2018         | Braga             | PL                | 1          | 0          | CP+CdL          | 0               | 0               |                    | -                  | -                  |             | -           | -           | 1      | 0      |        |
| Totale carriera   | Totale carriera   | Totale carriera   | 91         | 5          |                 | 8               | 2               |                    | -                  | -                  |             | 11          | 3           | 110    | 10     |        |

## Palmarès

### Club

#### Competizioni statali
- Campionato Mato-Grossense: 1

Luverdense: 2016

#### Competizioni regionali
- Copa Verde: 1

Luverdense: 2017

#### Competizioni nazionali
- Coppa del Re dei Campioni: 1

Al-Fayha: 2021-2022